# Les Yeux rouges
Pour les articles homonymes, voir Œil rouge (homonymie).
Pour plus de détails, voir Fiche technique et Distribution.
 Les Yeux rouges est un film de Yves Simoneau produit en 1982.

## Synopsis
À Québec, un voyeur et un étrangleur effraient les citoyens. L’enquête policière, dirigée par Léopold Latour, n’est pas très efficace. Aussi le détective Édouard Lambert mène-t-il ses propres recherches.

## Fiche technique
- Réalisation : Yves Simoneau
- Production : Doris Girard
- Scénario : Yves Simoneau
- Cinématographie : Claude La Rue
- Montage : André Corriveau
- Musique : Bob Walsh

## Distribution
- Marie Tifo : Marie-Josée
- Jean-Marie Lemieux : Léopold Latour
- Pierre Curzi : Bertrand Houle
- Raymond Bouchard : Édouard Lambert
- Denise Proulx : Mme Noreau
- Pierrette Robitaille : Colette
- Rémy Girard : Henri-Paul
- Gaston Lepage : Lucien
- Micheline Bernard : Catherine Rondeau
- Jean-René Ouellet : Louis
- Muriel Dutil : Mme Royer
- Denise Gagnon : Sonia
- Paul Hébert : Thomas
- Serge Thibodeau : Georges St-Georges
- Bob Walsh : Adrien
- Yves Bourque : Le voyeur

## Autour du film
Les Yeux rouges est le deuxième long-métrage d'Yves Simoneau, qui avait précédemment tourné  Les Célébrations,  adaptation cinématographique d'une pièce de Michel Garneau, ainsi que  quelques courts-métrages dont  Dernier voyage, avec, déjà, la comédienne Marie Tifo.
Pour ce deuxième effort, Simoneau propose un film policier, genre alors assez peu pratiqué par les cinéastes québécois.  Le film,  tourné à Québec, s’appuie sur un fait divers réel de l’époque où toute la ville a été ébranlée pendant plusieurs mois par un voyeur que personne n’arrivait à identifier.
Tourné en 25 jours, le film est lancé en novembre 1982 et suscite un accueil critique partagé, mais plutôt encourageant.  Le film est aussi notable dans la mesure où plusieurs acteurs qui feront leurs marques par la suite apparaissent à l'écran pour la première fois, ou l'une des premières fois : Rémy Girard, Micheline Bernard, Pierrette Robitaille, ...
Après le documentaire ludique Pourquoi l'étrange Monsieur Zolock s'intéressait-il tant à la bande dessinée?, qui sort en 1983, Simoneau renouera avec le drame policier pour son quatrième long-métrage Pouvoir intime.

## Accueil critique
Dans La Presse, Serge Dussault est plutôt tiède, jugeant que Les Yeux rouges est bien mis en image, mais aussi que c'est un film dans lequel « on voit les trous, les invraisemblances, les naïvetés ».  Francine Laurendeau, du Devoir, est plus réceptive.  Décrivant Les Yeux rouges comme  « un bon petit suspense »,  elle loue le travail de Simoneau, déclarant que « sans céder à la facilité de la violence gratuite, il arrive à nous inquiéter et à nous intéresser du début à la fin ».  
On trouve un point de vue semblable chez Robert-Claude Bérubé, de la revue Séquences, pour qui « si le traitement n'a pas la rigueur et le rythme d'un polar à l'américaine ou même à la française, le résultat ne manque pourtant pas de points d'intérêt ».  Enfin, Louis-Guy Lemieux, du Soleil, estime que « Yves Simoneau fait un départ très encourageant dans la fiction dramatique ».